# Alanna Bray-Lougheed
Alanna Bray-Lougheed (Oakville, 24 de febrero de 1993) es una deportista canadiense que compite en piragüismo en la modalidad de aguas tranquilas. Ganó dos medallas de oro en los Juegos Panamericanos de 2019.

## Palmarés internacional
| Juegos Panamericanos | Juegos Panamericanos | Juegos Panamericanos | Juegos Panamericanos |
| Año                  | Lugar                | Medalla              | Competición          |
| -------------------- | -------------------- | -------------------- | -------------------- |
| 2019                 | Lima (Perú)          | Medalla de oro       | K2 500 m             |
| 2019                 | Lima (Perú)          | Medalla de oro       | K4 500 m             |